# Color Field painting
Le Color Field painting movement (littéralement : mouvement  de la peinture en champs de couleur) est un mouvement né à New York dans les années 1940 et 1950, et qui se développe aux États-Unis et au Canada, à côté de ou en réaction à l'action painting. Inspiré par le modernisme européen, ce style est étroitement relié au mouvement de l'expressionnisme abstrait, nombre de ces artistes en ayant été par ailleurs les pionniers.
Le style se distingue essentiellement par de grandes étendues de couleur brutes et unies qui créent des plans ininterrompus. Le mouvement accorde moins d'importance aux coups et à l'action, préférant mettre l'accent sur la constance de forme et de processus. Dans les plans de couleur, « la couleur est libérée du contexte objectif et devient le sujet lui-même ». Vers la fin des années 1950 et dans les années 1960, on voit l'apparition d'un format de rayures, cibles, motifs géométriques simples et références aux paysages et à la nature.

## Histoire

### Caractéristiques

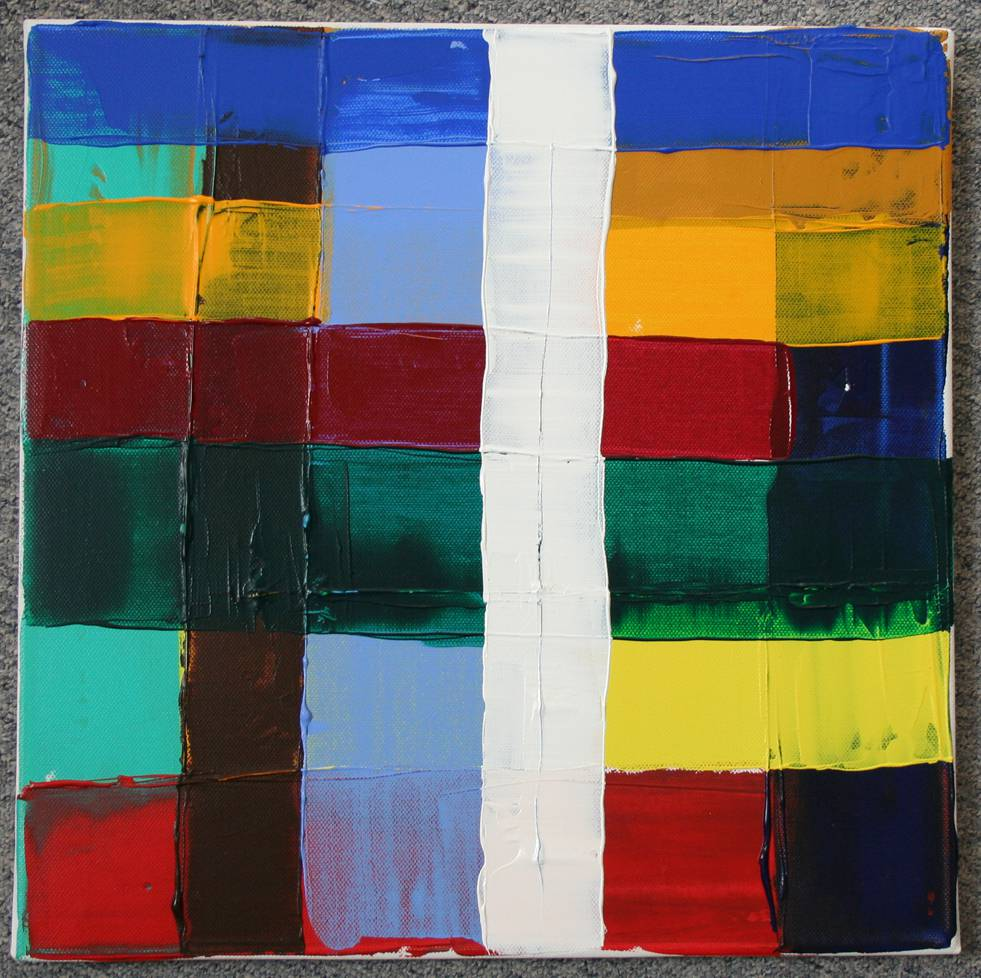
Exemple de traitement à la manière du « Color Field painting », exécuté par un enseignant.

Ce style se reconnaît aisément par ses aplats de couleurs vives (souvent deux ou trois sur une toile) modulés par des effets de matière, de demi-tons, de contours nets ou fuyants... La profondeur est abolie car ces aplats n'admettent aucune perspective et se développent sur un seul plan. Toute figuration est exclue, l'œuvre fait abstraction de la forme pour mener à une phase méditative. La couleur étant ainsi libérée de ses fonctions localisantes et figuratives, elle devient autonome. Dans le Colorfield painting, « la couleur est libérée de son contexte objectif et devient le sujet en lui-même ».

### Genèse: les racines de l'expressionnisme abstrait
Après la Seconde Guerre mondiale et le développement de l'expressionnisme abstrait américain, le centre d'attention de l'art contemporain commença à glisser progressivement de Paris à New York. À la fin des années 1940 et au début des années 1950, Clement Greenberg fut le premier critique d'art à repérer la dichotomie existant entre les diverses tendances au sein du canon expressionniste abstrait. En désaccord avec Harold Rosenberg (autre tenant de l'expressionnisme abstrait), qui avait écrit sur les vertus de l'Action Painting (peinture d'action) dans son célèbre article American Action Painters publié dans le numéro de décembre 1952 d'Artnews, Greenberg observa une autre tendance caractérisée par des couleurs répandues partout, ou Colorfield, dans les travaux de plusieurs artistes appartenant à la première génération des expressionnistes abstraits.
Mark Rothko est l'un des peintres que Clement Greenberg reconnaît comme membre du Colorfield painting, bien que l'artiste lui-même refuse de reconnaître une quelconque étiquette. Pour ce dernier en effet, la couleur n'était qu'un instrument. À une époque charnière de sa carrière artistique, au milieu des années 1940, la peinture de Rothko est influencée par les champs abstraits de peinture de Clyfford Still, lui-même inspiré en partie par les paysages de sa région natale, en Dakota du Nord. Clyfford Still est considéré comme l'un des principaux peintres Colorfield : ses peintures non-figuratives sont en grande partie composées d'une juxtaposition de différentes couleurs et surfaces. Robert Motherwell, influencé par Joan Miró et Henri Matisse, Barnett Newman et ses lignes verticales (ou "zips"), Jackson Pollock, Adolph Gottlieb, Hans Hofmann, Ad Reinhardt, Helen Frankenthaler et Arshile Gorky (dans ses dernières œuvres) sont parmi les principaux peintres expressionnistes que Greenberg relie au mouvement du Colorfield painting, entre 1950 et 1970.
En 1953 Morris Louis et Kenneth Noland sont tous deux influencés par les peintures colorées d'Helen Frankenthaler, elle-même disciple du peintre Hans Hofmann. Ils retournent à Washington, D.C. où ils commencent à produire des œuvres comptant parmi les plus importantes du mouvement Colorfield à la fin des années 1950. Le mouvement quitte alors la seule ville de New York, de même qu'il s'éloigne de plus en plus de l'expressionnisme abstrait: des peintres adoptant le style Colorfield émergent en Grande-Bretagne, au Canada, à Washington, D.C. et sur la côte ouest des États-Unis. Ils utilisent des formats rayés, des cibles, de simples motifs géométriques, ainsi que des références empruntées aux paysages et à la nature.
Au début des années 1960, de jeunes artistes commencent à se détacher stylistiquement de l'expressionnisme abstrait, en expérimentant de nouvelles manières de faire des images, d'user de la peinture et de la couleur. De nouveaux mouvements de peinture abstraite voient le jour, à la fois différents et profondément reliés les uns aux autres, comme autant de réponses faites à l'expressionnisme abstrait : Washington Color School, Hard edge painting, Geometric abstraction, Minimalisme et Colorfield painting.

### Affirmation du mouvement
Les artistes associés au mouvement Colorfield à cette époque s'éloignent du geste et de l'angoisse au profit de surfaces claires et de la théorie formelle. Au début des années 1960, le style Colorfield est utilisé pour décrire le travail d'artistes tels que John McLaughlin (en), Anne Truitt, Sam Francis, Sam Gilliam, Thomas Downing, Ellsworth Kelly, Paul Feeley, Friedel Dzubas, Jack Bush, Howard Mehring, Gene Davis, Mary Pinchot Meyer, Jules Olitski, Kenneth Noland, Helen Frankenthaler, Robert Goodnough, Ray Parker (en), Al Held, Emerson Woelffer, David Simpson... Plus jeunes, Larry Poons, Ronald Davis, Larry Zox, John Hoyland, Walter Darby Bannard et Frank Stella appartiennent également au mouvement quelques années plus tard.
Bien que le terme même de "Color Field" soit associé à Clement Greenberg, ce dernier préfère user celui de "Post-Painterly Abstraction". En 1964, il organise une exposition influente qui traverse le pays et qui a pour titre : Post-painterly abstraction. L'exposition étend la notion de Colorfield painting, en l'éloignant toujours plus de l'expressionnisme abstrait. En 2007, la conservatrice Karen Wilkin met en place une exposition intitulée : Color As Field:American Painting 1950-1975, qui voyage dans plusieurs musées à travers les États-Unis et qui présente plusieurs artistes représentant deux générations du mouvement Colorfield.
À la fin des années 1960, sous l'impulsion de Larry Poons, accompagné de John Hoyland, Walter Darby Bannard, Larry Zox, Ronald Davis, Ronnie Landfield, John Seery, Pat Lipsky, Dan Christensen et de plusieurs autres jeunes peintres, un nouveau mouvement, qui se rapproche du Colorfield painting, commence à prendre forme : Lyrical Abstraction,,.

## Peintres
La liste suivante indique les peintres, artistes et influences majeures liés au mouvement Color Field :
| Artistes             | Dates       |
| -------------------- | ----------- |
| Josef Albers         | (1888–1976) |
| Edward Avedisian     | (1936-2007) |
| Walter Darby Bannard | (1934-)     |
| Ilya Bolotowsky      | (1907-1981) |
| Jack Bush            | (1909-1977) |
| Dan Christensen      | (1942-2007) |
| Gene Davis           | (1920–1985) |
| Ronald Davis         | (1937-)     |
| Robyn Denny          | (1930-2014) |
| Richard Diebenkorn   | (1922-1993) |
| Thomas Downing       | (1928-1985) |
| Friedel Dzubas       | (1915-1994) |
| Paul Feeley          | (1910-1966) |
| Sam Francis          | (1923-1994) |
| Helen Frankenthaler  | (1928-2011) |
| Sam Gilliam          | (1933-)     |
| Robert Goodnough     | (1917-2010) |
| Al Held              | (1928-2005) |
| Hans Hofmann         | (1880-1966) |
| Wolfgang Hollegha    | (1929-)     |
| John Hoyland         | (1934-2011) |
| Paul Jenkins         | (1923-)     |
| Ellsworth Kelly      | (1923-2015) |
|                      |             |
| Ronnie Landfield     | (1947-)     |
| Morris Louis         | (1912-1962) |
| Henri Matisse        | (1869–1954) |
| John McLaughlin (en) | (1898-1976) |
| Howard Mehring       | (1931–1978) |
| Mary Pinchot Meyer   | (1920-1964) |
|                      |             |
|                      |             |
| Robert Motherwell    | (1915-1991) |
| Barnett Newman       | (1905-1970) |
| Kenneth Noland       | (1924-2010) |
| Jules Olitski        | (1922-2007) |
| Ray Parker           | (1922-1990) |
| William Perehudoff   | (1919-)     |
| John Plumb           | (1927-2008) |
| Larry Poons          | (1937-)     |
| Paul Reed            | (1919-)     |
| Ad Reinhardt         | (1913-1967) |
| Jack Roth            | (1927-2004) |
| Mark Rothko          | (1903-1970) |
| John Seery           | (1941-)     |
| David G. Sorensen    | (1937-2011) |
| Clyfford Still       | (1904-1980) |
| Frank Stella         | (1936-2024) |
| Alma Woodsey Thomas  | (1891-1978) |
| Anne Truitt          | (1921-2004) |
| Neil Williams        | (1934–1988) |
| Larry Zox            | (1937-2006) |

## Sources
- Art and Culture, Beacon Press, 1961,  (ISBN 9780807066812), trad. française par Ann Hindry, Art et Culture, Macula, 1988.
- Greenberg, Clement. Late Writings, Robert C. Morgan, St. Paul: University of Minnesota Press, 2003.
- Greenberg, Clement. Homemade Esthetics: Observations on Art and Taste, Oxford University Press, 1999.
- Fred S. Kleiner et Christin J. Mamiya, Gardner's Art Through the Ages, Volume II, Wadsworth Publishing, 2004.
- Karen Wilkin et Carl Belz, Color As Field:American Painting, 1950-1975., Published: Yale University Press, 1 édition, 2007.
- Jane Livingston, The Art of Richard Diebenkorn, with essays by John Elderfield, Ruth E. Fine, and Jane Livingston. The Whitney Museum of American Art, 1997.
- Emile de Antonio et Mitchell Tuchman, Painters Painting A Candid History of The Modern Art Scene, 1940-1970, Abbeville Press, 1984.
- Jacques Dupin, Joan Miró Life and Work, Harry N. Abrams, Inc., Publisher, New York City, 1962, Library of Congreaa Catalog Card Number: 62-19132
- Cynthia Goodman, Hans Hofmann, with essays by Irving Sandler and Clement Greenberg, Exhibition Catalog, Whitney Museum of American Art, New York in association with Prestel-Verlag, Munich.
- Irving Sandler, The New York School: The Painters and Sculptors of the Fifties, Harper & Row, 1978
- Klaus Kertess, Peter Young Paintings 1963-1980, Parc Foundation.
- Klaus Kertess, The Nature of Paint, Ronnie Landfield:Forty Years of Color Abstraction, Exhibition Catalog.
- E.A. Carmean, Toward Color and Field, Exhibition Catalogue, Houston Museum of Fine Arts, 1971.
- E.A. Carmean, Helen Frankenthaler A Paintings Retrospective, Exhibition Catalog, Harry N. Abramsin conjunction with The Museum of Modern Art, Fort Worth.
- Marcia Tucker, The Structure of Color, New York, Whitney Museum of American Art, NYC, 1971.
- Daniel Robbins, Larry Poons: Creation of the Complex Surface, Exhibition Catalogue, Salander/O'Reilly Galleries, p. 9–19, 1990.
- Michael Fried, Morris Louis, Harry N. Abrams, Library of Congress, Number: 79-82872.